# Galabadja
Galabadja est une commune rurale de la préfecture de Kémo, en République centrafricaine. la principale localité de la commune est Ndjoukou, chef-lieu de sous-préfecture. 

## Géographie
La commune de Galabadja est située au sud-est de la préfecture de Kémo. Elle est limitée au sud par le fleuve Oubangui qui marque la frontière entre la République centrafricaine et la République démocratique du Congo.
| Ngoumbélé | Grimari   |         |
| Galafondo | Galabadja | Kouango |
|           | Congo RDC |         |

## Villages
Les principaux villages de la commune sont : Ndjoukou, Deko-Dakpa, Yao 1, Bombé, Mourou-Kozo et Ngbadroukedja2, Ndengou et Banga.
En  rurale, la commune compte 101 villages recensés en 2003 : Badja, Banda-Mbi, Banga, Bango 1, Bango 2, Baniele 1, Beya Doukoulou, Boasse Karadja, Boasse-Kardja, Bogbate, Bombe, Boukoudou, Broumou Centre, Broumou-Sabo, Camp-Cotonaf, Deko Dakpa, Deko Mbimbi, Deko Togbo, Djounda 3, Garaba, Gbada 1, Gbada 2, Gbada 3, Gbada 4, Gbadami, Gbadrou-Kandja 1, Gbaganganda, Gbakema-Ndengou, Gbana, Gbanganda, Gbangue 1, Gbangueme, Gbaniele 2, Gbare, Gbayegale, Gbazanga, Gbiangora, Gbiatogbo, Gbiavongba, Gboko Bourocs, Gbokogueme, Gboloba, Gbongo Ouya, Gobou-Dama, Guigui 1, Guigui 2, Guigui Kohoro, Guigui Kpogo, Guigui-Banda, Hao, Hengue, Kaga Bamara 1, Kaga Bamara 2, Kamagbou 1, Kamagbou 2, Kandjangbeda, Kandja-Yabingui, Kedja, Kongbo-Koula, Kongbo-Kpewa, Kroma, Mbalakanda 1,,Mbalakanda 2, Mbalakomboko, Mbalango 1, Mbalangogbilinga, Mbele 1, Mbele 2, Mono-Frouma, Monombolo, Mourou-Fleuve, Mouroukozo, Musulman, Ngangbe, Ngavoro, Ngbadroukedja 1, Ngbadroukedja 2, Ngbadroukedja 3, Ngbao, Ngora 1, Ngora 2, Ngora-Yakpa, Ote, Oussia, Pambolo-Ngapo, Patro, Sainte-Famille, Serao, Sidi, Soloba, Tagarde, Tagoa, Vongba 2, Yao 1, Yao Djotto, Yao-Komengue, Yao-Loko, Youngou 1, Youngou 2, Zeridao (1,2).

## Éducation
L’enseignement fondamental de la commune est assuré par 6 écoles publiques : Sous-préfectorale de Ndjoukou, Kongbokrewa à Malenguiza, Mourou-Kodjo, Bombe, Akabanda, Mourou-Fleuve.